# 55年組 (将棋)
将棋界における55年組（55ねんぐみ）とは、昭和55年度（1980年度）に四段昇段（プロ入り）した8名の将棋棋士の総称である。棋士番号では142から149にあたる。

本項では、彼らの活躍や棋歴に焦点を当てて記述する。

## 棋士の「55年組」
昭和55年度（1980年度）にプロになった将棋棋士（男性棋士）の中にはタイトル戦などの舞台で活躍した者が多く、「花の55年組」、あるいは単に「55年組」と呼ばれる。 プロ入りした順に、高橋道雄、中村修、泉正樹、依田有司、島朗、南芳一、塚田泰明、神谷広志の8名を指す。なお、「55年組」が目立った活躍をしている棋士達だけに限定されるか否かは曖昧であるが、同一年度内に8名ものプロ棋士が誕生したのは将棋界史上初であり、以後も類例がない。しかも、依田を除く7名は現役で八段に、さらに7名のうちの5名がタイトル獲得を経験し、現役で九段に昇段している。
この「55年」はプロ入りの年度を表すが、下記の表には年齢が近い主な棋士も含めている。この世代には55年組の他にも谷川浩司を筆頭に、若手強豪棋士が続々と出現し、当時の棋界を賑わせた。昭和55年（1980年）度のプロ入りには着色をしている。項目名のボタンを押すと、並べ替え（ソート）ができる。
55年組、および、年齢が近い主な棋士
| 棋士 番号 | 棋士名   | 四段昇段 （プロ入り） | 生年月日       | 初タイトル        | 棋戦初優勝            | A級初昇級 （自己最高） | 九段昇段       |
| --------- | -------- | --------------------- | -------------- | ----------------- | --------------------- | ---------------------- | -------------- |
| 123       | 小林健二 | 1975年12月20日        | 1957年03月31日 | -                 | 1977年度 若獅子戦     | 1986年04月01日         | 2009年03月01日 |
| 127       | 田中寅彦 | 1976年06月04日        | 1957年04月29日 | 1988年度前期 棋聖 | 1981年度 新人王戦     | 1985年04月01日         | 1994年12月16日 |
| 131       | 谷川浩司 | 1976年12月20日        | 1962年04月06日 | 1983年度 名人     | 1978年度 若獅子戦     | 1982年04月01日         | 1984年04月01日 |
| 135       | 福崎文吾 | 1978年10月11日        | 1959年12月06日 | 1986年度 十段     | 1979年度 若獅子戦     | （B級1組）             | 2005年10月28日 |
| 142       | 高橋道雄 | 1980年06月04日        | 1960年04月23日 | 1983年度 王位     | 同左                  | 1989年04月01日         | 1990年04月01日 |
| 143       | 中村修   | 1980年07月02日        | 1962年11月07日 | 1987年度 王将     | 1983年度 新人王戦     | （B級1組）             | 2008年01月23日 |
| 144       | 泉正樹   | 1980年08月20日        | 1961年01月11日 | -                 | -                     | （B級2組）             | （八段）       |
| 145       | 依田有司 | 1980年09月03日        | 1957年12月23日 | -                 | -                     | （C級2組）             | （七段）       |
| 146       | 島朗     | 1980年09月18日        | 1963年02月19日 | 1988年度 竜王     | 1982年度 勝抜き戦     | 1994年04月01日         | 2008年04月17日 |
| 147       | 南芳一   | 1981年01月19日        | 1963年06月08日 | 1987年度後期 棋聖 | 1981年度 若獅子戦     | 1986年04月01日         | 1989年02月22日 |
| 148       | 塚田泰明 | 1981年03月05日        | 1964年11月16日 | 1987年度 王座     | 1983年度 早指し新鋭戦 | 1988年04月01日         | 2000年12月15日 |
| 149       | 神谷広志 | 1981年03月17日        | 1961年04月21日 | -                 | -                     | （B級1組）             | （八段）       |
| 157       | 井上慶太 | 1983年02月04日        | 1964年01月17日 | -                 | 1985年度 新人王戦     | 1997年04月01日         | 2011年03月03日 |

福崎、谷川、井上の3名は、年齢で言えば55年組の中にはさまっており、また、小林、田中は依田と同じ年の生まれとなっている（谷川は十七世名人資格者、福崎、井上、小林、田中は九段）。

### 55年組の盛衰
55年組はプロ棋士になって直ぐに頭角を現す。高橋が1983年に内藤國雄から王位のタイトルを奪取したのを先駆けとして、55年組は順位戦をはじめ多くの棋戦で活躍し、中原誠・米長邦雄・加藤一二三・谷川浩司・桐山清澄・福崎文吾らと激しいタイトル争いを演じた。
また、タイトル戦には縁が無かったものの、神谷は1987年の2月から8月にかけて28連勝と歴代1位（当時）の連勝記録を作り、泉は当時難関とされていた十段戦のリーグ入りを果たすなどそれぞれ実力を示した。
一時期は合わせて過半数のタイトルを保持していた55年組も、1980年代の終わりに差し掛かると「チャイルドブランド」の突き上げや谷川に押されるようになり、南が1991年度後期棋聖戦で失冠、島が1997年度王座戦挑戦で敗退したのを最後にタイトル戦から縁遠くなり、時代が谷川とチャイルドブランド筆頭の羽生善治との覇権争いに移行する中、55年組は第一線から徐々に後退していった。
なお、南と高橋の2名は、タイトルを3期獲得して早々に九段昇段した。また、中村（王将2期）、塚田（王座1期）、島（竜王1期）の3名はタイトル3期に届かないまま勝ち星を伸ばし、八段昇段から10年強をかけて勝数規定（八段昇段後250勝）で九段昇段している。また、泉も2013年、神谷も2014年に八段昇段を果たしている。
2010年に依田が29年半の現役生活を終えたが、他の7名はいずれもプロ入りから45年になる2025年現在も現役である。泉正樹、南芳一、塚田泰明、神谷広志、島朗の5名はフリークラス宣言者。高橋道雄は現役最年長者となっている。

## タイトル戦の成績
色付きのマス目が獲得を表す。
|              | 名人                | 棋聖            | 王位            | 王座           | 十段          | 王将            | 棋王           |
| ------------ | ------------------- | --------------- | --------------- | -------------- | ------------- | --------------- | -------------- |
| 名人戦 4-6月 | 棋聖戦 6-7月 12-2月 | 王位戦 7-9月    | 王座戦 9-10月   | 十段戦 10-12月 | 王将戦 1-3月  | 棋王戦 2-3月    |                |
| 1983年度     | 第41期 谷川浩司     | 第42期 森安秀光 | 第24期 高橋道雄 | 第31期 中原誠  | 第22期 中原誠 | 第33期 米長邦雄 | 第9期 米長邦雄 |
| 1983年度     | 第41期 谷川浩司     | 米長邦雄        | 第24期 高橋道雄 | 第31期 中原誠  | 第22期 中原誠 | 第33期 米長邦雄 | 第9期 米長邦雄 |
| 1984年度     | 谷川浩司            | 米長邦雄        | 加藤一二三      | 中原誠         | 米長邦雄      | 中原誠          | 桐山清澄       |
| 1984年度     | 谷川浩司            | 米長邦雄        | 加藤一二三      | 中原誠         | 米長邦雄      | 中原誠          | 桐山清澄       |
| 1985年度     | 中原誠              | 米長邦雄        | 高橋道雄        | 中原誠         | 米長邦雄      | 中村修          | 谷川浩司       |
| 1985年度     | 中原誠              | 米長邦雄        | 高橋道雄        | 中原誠         | 米長邦雄      | 中村修          | 谷川浩司       |
| 1986年度     | 中原誠              | 桐山清澄        | 高橋道雄        | 中原誠         | 福崎文吾      | 中村修          | 高橋道雄       |
| 1986年度     | 中原誠              | 桐山清澄        | 高橋道雄        | 中原誠         | 福崎文吾      | 中村修          | 高橋道雄       |
| 1987年度     | 中原誠              | 桐山清澄        | 谷川浩司        | 塚田泰明       | 高橋道雄      | 南芳一          | 谷川浩司       |
| 1987年度     | 中原誠              | 南芳一          | 谷川浩司        | 塚田泰明       | 高橋道雄      | 南芳一          | 谷川浩司       |
|              | 名人                | 棋聖            | 王位            | 王座           | 竜王          | 王将            | 棋王           |
| 1988年度     | 第46期 谷川浩司     | 第52期 田中寅彦 | 第29期 森雞二   | 第36期 中原誠  | 第1期 島朗    | 第38期 南芳一   | 第14期 南芳一  |
| 1988年度     | 第46期 谷川浩司     | 中原誠          | 第29期 森雞二   | 第36期 中原誠  | 第1期 島朗    | 第38期 南芳一   | 第14期 南芳一  |
| 1989年度     | 谷川浩司            | 中原誠          | 谷川浩司        | 中原誠         | 羽生善治      | 米長邦雄        | 南芳一         |
| 1989年度     | 谷川浩司            | 中原誠          | 谷川浩司        | 中原誠         | 羽生善治      | 米長邦雄        | 南芳一         |
| 1990年度     | 中原誠              | 屋敷伸之        | 谷川浩司        | 谷川浩司       | 谷川浩司      | 南芳一          | 羽生善治       |
| 1990年度     | 中原誠              | 屋敷伸之        | 谷川浩司        | 谷川浩司       | 谷川浩司      | 南芳一          | 羽生善治       |
| 1991年度     | 中原誠              | 南芳一          | 谷川浩司        | 福崎文吾       | 谷川浩司      | 谷川浩司        | 羽生善治       |
| 1991年度     | 中原誠              | 谷川浩司        | 谷川浩司        | 福崎文吾       | 谷川浩司      | 谷川浩司        | 羽生善治       |
|              | 名人                | 棋聖            | 王位            | 王座           | 竜王          | 王将            | 棋王           |
| 名人戦 4-6月 | 棋聖戦 6-7月 12-2月 | 王位戦 7-9月    | 王座戦 9-10月   | 竜王戦 10-12月 | 王将戦 1-3月  | 棋王戦 2-3月    |                |

## 女流棋士の「55年組」
女流棋士にも「55年組」の表現はあり、昭和55年（1980年）生まれ（プロ入りではない）の女流棋士を呼ぶ（「（若手）三羽ガラス」とも）。1997年頃からタイトル戦に出場するなどして頭角を現した、以下の女流棋士を指す。
- 矢内理絵子（1980年1月10日生まれ）
- 千葉涼子（1980年4月21日生まれ）
- 石橋幸緒（1980年11月25日生まれ）